# John Cooper (motociclista)
John Cooper (Derby, 24 de enero de 1938) es un expiloto de motociclismo británico que compitió en el Campeonato del Mundo de Motociclismo desde 1964 hasta 1972. Su mejor temporada fue en 1967 cuando acabó séptimo en la clasificación general en la categoría de 500 cc. Cooper was a two-time winner of the North West 200 race held in Northern Ireland. Es recordado por su sorpresiva victoria sobre el actual campeón mundial de 500cc, Giacomo Agostini en la Carrera del año de 1971 celebrada en Mallory Park. Cooper montó un BSA Rocket 3 para terminar medio segundo por delante de la MV Agusta de Agostini, logrando su quinta victoria en la carrera desde 1965.

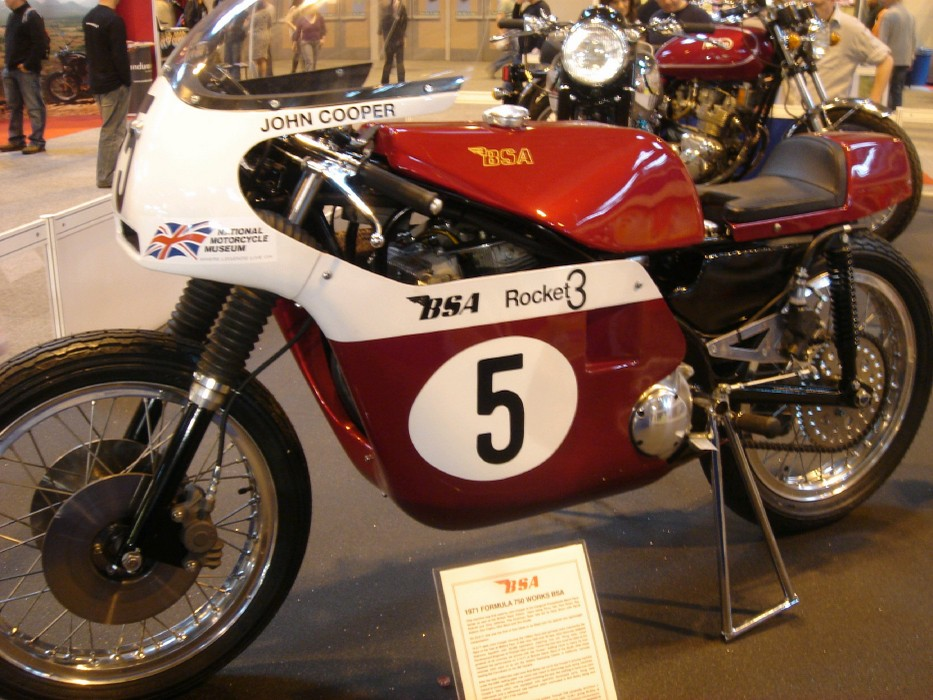
John Cooper's BSA Rocket 3

## Biografía
John Herbert Cooper comenzó en el mundo de las motocicletas a los 16 años en Derbyshire montando una moto James rígida de 197cc entrando en pruebas off-road. De la mano de Harry Lomas (padre del corredor Bill Lomas), entra a disputar eventos informales organizados por su club en Derby en Osmaston Hall. En 1958, Cooper tenía un James diferente propulsada por un motor Triumph Tiger Cub, que compitió contra Percy Tait que también tenía una Cub.
Cooper tuvo una relación larga con Wraggs. En 1960, montaba su BSA Gold Star para la clase de 500cc y más tarde una Norton con motor Gold Star en 350cc. En 1961, volvió a Wraggs proporcionándole la Manx Nortons que luego compró en 1964. Como gran mecánico que era, prefería trabajar con sus propias motos, a excepción de la preparación del motor que hizo el respetado Francis Beart.
Cooper debutó por primera vez en las carreras TT en 1964, obteniendo el noveno lugar en la carrera Senior de 500cc, 
no pudo terminar en las otras clases y nuevamente en las carreras de 1965 cuando corría una Greeves de 250cc y una Norton para 350 y 500 cc.
Cooper era conocido con el apodo de 'Mooneyes'. Inicialmente decoró su casco con las iniciales 'JC' seguido de un personaje de dibujos animados ("Jiminy Cricket"). Su casco fue rechazado por los oficiales de la carrera, por lo que pintó un nuevo casco rojo pero lo encontró demasiado simple. Agregar dos 'ojos' gigantes pegados, un truco automovilístico de la década de 1960, perduró como su diseño personal a lo largo de su carrera.
La experiencia y los éxitos de Cooper continuaron durante la década de los 60 convirtiéndose en el eterno rival de Derek Minter, quien se retiró de las carreras en 1967. Minter era conocido por sus éxitos y conocido como el 'Rey de las marcas' y Cooper fue conocido como el 'Maestro de Mallory'. Una sección del circuito de Mallory Park, Leicestershire fue renombrada de Lake Esses a "John Cooper Esses" en su honor.

Cooper montó una gran variedad de motos durante su carrera, incluyendo una Kawasaki 250cc twin en la carrera de Lightweight TT de 1967, réplicas de Norton, Seeley AJS 350 cc y Seeley Matchless 500 cc, 250cc y 350cc Yamsels – Yamaha TD2 compuesta de fragmentos de Seeley, and in the 1970 Production 750 cc TT race on a works Honda CB750, acabando en noveno puesto, antes de ser asociado con los trabajos a BSA.

## Vida privada
Cooper era un mecánico entrenado y después de Servicio Nacional en 1958 trabajó como Gerente para los proveedores de caballeros de su padre en Derby. Estableció su propio garaje en 1965 y luego vendió automóviles, se retiró de los negocios entre 2007 y 2011. Después de este tiempo, hay dos negocios separados asociados con su nombre, uno de ellos es un automóvil y una motocicleta. garaje en el antiguo local de Chandos Pole Street, Derby, y el otro un minorista de neumáticos de motocicleta en una unidad cercana.

## Estadísticas
Sistema de puntuación desde 1950 hasta 1968:
| Posición | 1.º | 2.º | 3.º | 4.º | 5.º | 6.º |
| Puntos   | 8   | 6   | 4   | 3   | 2   | 1   |

Sistema de puntuación desde 1969 hasta 1987:
| Posición | 1.º | 2.º | 3.º | 4.º | 5.º | 6.º | 7.º | 8.º | 9.º | 10.º |
| Puntos   | 15  | 12  | 10  | 8   | 6   | 5   | 4   | 3   | 2   | 1    |

(Carreras en Negrita indica pole position, Carreras en cursiva indica vuelta rápida)
| Año  | Clase  | Equipo         | 1     | 2       | 3       | 4       | 5       | 6      | 7       | 8       | 9       | 10      | 11      | 12      | 13      | Pts | Pos  |
| ---- | ------ | -------------- | ----- | ------- | ------- | ------- | ------- | ------ | ------- | ------- | ------- | ------- | ------- | ------- | ------- | --- | ---- |
| 1964 | 250 cc | Yamaha         | USA - | ESP -   | FRA -   | IOM Ret | NED -   | BEL -  | ALE -   | RDA -   | ULS -   | FIN -   | NAT -   | JAP -   |         | 0   | -    |
| 1964 | 350 cc | Norton         |       |         |         | IOM Ret | NED -   |        | ALE -   | RDA -   | ULS -   | FIN -   | NAT -   | JPN -   |         | 0   | -    |
| 1964 | 500 cc | Norton         | USA - |         |         | IOM 9   | NED -   | BEL -  | ALE -   | RDA -   | ULS Ret | FIN -   | NAT -   |         |         | 0   | -    |
| 1965 | 250 cc | Greeves        | USA - | ALE -   | ESP -   | FRA -   | IOM Ret | NED -  | BEL -   | RDA -   | CZE -   | ULS -   | FIN -   | NAT -   | JAP -   | 0   | -    |
| 1965 | 350 cc | Norton         |       | ALE -   |         |         | IOM Ret | NED 6  |         | RDA -   | CZE -   | ULS 5   | FIN -   | NAT -   | JPN -   | 3   | 20.º |
| 1965 | 500 cc | Norton         | USA - | ALE -   |         |         | IOM Ret | NED 4  | BEL Ret | RDA -   | CZE -   | ULS Ret | FIN -   | NAT -   |         | 3   | 18.º |
| 1966 | 250cc  | Bultaco        | ESP - | GER -   | FRA -   | NED -   | BEL -   | RDA -  | CZE -   | FIN -   | ULS -   | IOM -   | NAT -   | JPN Ret |         | 0   | -    |
| 1966 | 350cc  | Norton         |       | GER -   | FRA -   | NED 8   |         | RDA -  | CZE Ret | FIN -   | ULS -   | IOM -   | NAT -   | JPN Ret |         | 0   | -    |
| 1966 | 500cc  | Norton         |       | GER Ret |         | NED 4   | BEL Ret | RDA -  | CZE 7   | FIN -   | ULS Ret | IOM -   | NAT Ret |         |         | 3   | 12.º |
| 1967 | 250cc  | Kawasaki       | ESP - | GER -   | FRA -   | IOM 25  | NED -   | BEL -  | RDA -   | CZE Ret | FIN -   | ULS -   | NAT -   | CAN -   | JPN -   | 0   | -    |
| 1967 | 350cc  | Norton         |       | GER -   |         | IOM 9   | NED Ret | BEL -  | RDA -   | CZE -   | FIN -   | ULS -   | NAT -   |         | JPN Ret | 0   | -    |
| 1967 | 500cc  | Norton         |       | GER 16  |         | IOM 4   | NED Ret | BEL 12 | RDA Ret | CZE 3   | FIN -   | ULS 6   | NAT -   | CAN -   |         | 8   | 7.º  |
| 1968 | 250cc  | Yamaha         | GER - | ESP -   | IOM 8   | NED 7   | BEL -   | RDA -  | CZE -   | FIN -   | ULS Ret | NAT -   |         |         |         | 0   | -    |
| 1968 | 350cc  | Seeley         | GER - |         | IOM 5   | NED -   |         | DDR -  | CZE -   |         | ULS -   | NAT -   |         |         |         | 2   | 15.º |
| 1968 | 500cc  | Seeley         | GER - | ESP -   | IOM Ret | NED 3   | BEL 6   | RDA 4  | CZE -   | FIN -   | ULS -   | NAT -   |         |         |         | 8   | 8.º  |
| 1970 | 250cc  | Padgett Yamaha | GER - | FRA -   | YUG -   | IOM Ret | NED -   | BEL -  | RDA -   | CZE -   | FIN -   | ULS -   | NAT -   | ESP -   |         | 0   | -    |
| 1970 | 350cc  | Yamsel         | GER - |         | YUG -   | IOM Ret | NED -   | BEL -  | RDA -   | CZE -   | FIN -   | ULS -   | NAT -   | ESP -   |         | 0   | -    |
| 1970 | 500cc  | Seeley         | GER - |         | YUG -   | IOM Ret | NED -   | BEL -  | RDA -   | CZE -   | FIN -   | ULS -   | NAT -   | ESP -   |         | 0   | -    |
| 1972 | 350cc  | Yamaha         | GER - | FRA -   | AUT -   | NAT -   | IOM Ret | YUG -  | NED -   |         | RDA -   | CZE -   | SWE -   | FIN -   | ESP -   | 0   | -    |